# Аргентинская котловина
Аргенти́нская котлови́на — подводная котловина в юго-западной части Атлантического океана, расположенная между материковым склоном Южной Америки, Южно-Атлантическим хребтом, плато Риу-Гранди и северной частью Южно-Антильского хребта.
Глубина котловины достигает 6681 м. Дно слагают глобигериновый ил и красная глина.